# Rooney Mara
Patricia Rooney Mara (ur. 17 kwietnia 1985 w Bedford) – amerykańska aktorka filmowa i telewizyjna, nominowana do Oscara za pierwszoplanową rolę w filmie Dziewczyna z tatuażem i drugoplanową rolę w filmie Carol.
Mara zadebiutowała w roku 2005; od tego czasu stała się gwiazdą filmów Koszmar z ulicy Wiązów, remake’u horroru z 1984 roku oraz The Social Network w reżyserii Davida Finchera. Popularność i uznanie zdobyła wcielając się w rolę Lisbeth Salander, tytułowej bohaterki filmu Dziewczyna z tatuażem, będącym adaptacją bestsellerowej powieści Mężczyźni, którzy nienawidzą kobiet autorstwa Stiega Larssona z serii Millennium. Za rolę w tym filmie, Mara nominowana została do Złotego Globu i Oscara.
Mara jest również znana ze swojej działalności charytatywnej. Aktorka opiekuje się „Faces of Kibera”, inicjatywą która świadczy pomoc dla sierot z Kibery (slumsów Nairobi). Rooney ma starszą siostrę, Kate Marę, która również jest aktorką.

## Życiorys

### Lata wczesne
Mara urodziła się i wychowywała w Bedford, w stanie Nowy Jork. Jest córką Timothy’ego Christophera Mary, wiceprezesa New York Giants, i Kathleen McNulty (z domu Rooney). Aktorka ma trójkę rodzeństwa: Daniela, Conora i Kate.
Mara z pochodzenia jest Włoszką (od babci ze strony matki), oraz ma korzenie irlandzkie (rodzina Rooneyów zamieszkuje okolice hrabstwa Down). Mara jest prawnuczką założyciela Pittsburgh Steelers – Arta Rooneya Sr. oraz fundatora New York Giants – Tima Mary. Jej dziadek ze strony ojca, Wellington Mara, był długi czas współwłaścicielem Giantsów, obecnie kieruje nimi jej wujek, John Mara. Jej dziadek ze strony matki, Tim Rooney, prowadzi Yonkers Raceway w Yonkers, Nowy Jork od 1972 roku. Rooney jest również siostrzenicą Daniela Rooneya, Ambasadora Stanów Zjednoczonych w Irlandii, oraz współzałożyciela organizacji charytatywnej The Ireland Funds.
Mara ukończyła Fox Lane High School w 2003 r., a następnie udała się do Ekwadoru, Peru i Boliwii w Ameryce Południowej, gdzie przez cztery miesiące w ramach Traveling School (tłum. Szkolne podróże), kształciła się w otwartym środowisku. Uczęszczała również do college’u Gallatin School of Individualized Study na New York University, gdzie studiowała psychologię, na wydziale międzynarodowej polityki społecznej i organizacji non profit. Studia ukończyła w 2010 roku.

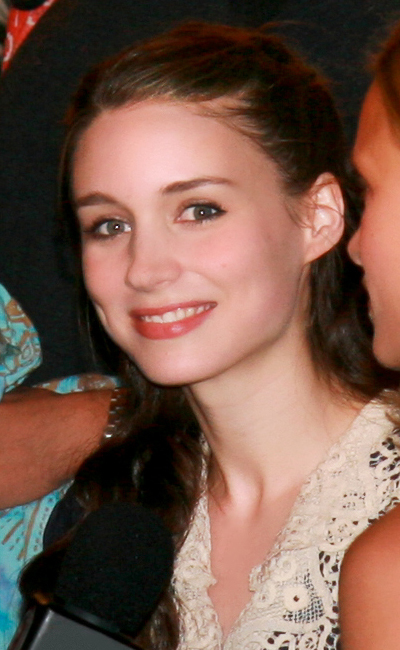
Rooney Mara (2009)

Jeszcze w czasie studiów, Mara otrzymała rolę szekspirowskiej Julii w teatralnej adaptacji Romea i Julii. Po zagraniu w kilku filmach krótkometrażowych, zrealizowanych przez studentów NYU, rozpoczęła profesjonalną karierę aktorską.

### Kariera aktorska
Mara zadebiutowała w 2005 roku w horrorze Ulice strachu: Krwawa Mary, w którym główną rolę grała jej starsza siostra, Kate. Wcieliła się epizodyczną postać dziewczyny w klasie. Następnie w 2007 roku, siostry Mara przeniosły się do Nowego Jorku, gdzie Rooney wystąpiła w odcinku serialu Prawo i bezprawie. Po rolach w kolejnych serialach Kobiecy Klub Zbrodni i Detoks, otrzymała rolę Megan w dwóch odcinkach serialu stacji NBC Ostry dyżur.
Sukces przyszedł wraz z rokiem 2010, kiedy Mara otrzymała główną rolę w remake'u klasycznego horroru z 1984 roku – Koszmar z ulicy Wiązów w reżyserii Wesa Cravena. W tym samym roku zagrała drugoplanową postać Eriki Albright w filmie Davida Finchera The Social Network, opowiadającym historię Marka Zuckerberga, założyciela portalu społecznościowego Facebook. Zagrała u boku Jesse’ego Eisenberga, Andrew Garfielda, Brendy Song i Justina Timberlake’a.
Po sukcesach obu filmów, Mara w sierpniu 2010 roku, otrzymała główną rolę Lisbeth Salander w ekranizacji powieści Mężczyźni, którzy nienawidzą kobiet – filmie Dziewczyna z tatuażem w reżyserii Davida Finchera. O rolę Salander ubiegały się m.in. Natalie Portman, Scarlett Johansson, Jennifer Lawrence i Katie Jarvis, jednak po przesłuchaniu, na którym zagrała scenę gwałtu na głównej bohaterce, oraz wielu testach ekranowych, rolę otrzymała Mara. Fincher, z którym Mara już współpracowała, wyreżyserował pierwszy film z mającej powstać filmowej trylogii. Rooney partnerują Daniel Craig oraz Robin Wright. Dziewczyna z tatuażem miała swoją premierę 21 grudnia 2011 roku.

## Życie prywatne
Od 2016 roku jest w związku z aktorem Joaquinem Phoenixem. W 2020 roku na świat przyszedł ich syn River Lee, nazwany na cześć brata Phoenixa zmarłego w 1993 roku.

## Filmografia

### Filmy fabularne
- 2005: Ulice strachu: Krwawa Mary (Urban Legends: Bloody Mary) jako dziewczyna w klasie #1
- 2008: Dream Boy jako Evelyn
- 2009: Tanner Hall jako Fernanda
- 2009: Grzeczny i grzeszny (Youth in Revolt) jako Taggarty
- 2009: Friends (With Benefits) jako Tara
- 2009: Zwycięski sezon (The Winning Season) jako Wendy
- 2009: Ich dwóch, ona jedna (Dare) jako Courtney
- 2010: The Social Network jako Erica Albright
- 2010: Koszmar z ulicy Wiązów (A Nightmare on Elm Street) jako Nancy Holbrook
- 2011: Dziewczyna z tatuażem (The Girl with the Dragon Tattoo) jako Lisbeth Salander
- 2013: Ona (Her) jako Catherine
- 2013: Wydarzyło się w Teksasie (Ain't Them Bodies Saints) jako Ruth Guthrie
- 2013: Panaceum (Side Effects) jako Emily Taylor
- 2014: Śmieć (Trash) jako Olivia
- 2015: Piotruś. Wyprawa do Nibylandii (Pan) jako Tiger Lily
- 2015: Carol jako Therese Belivet
- 2016: Lion. Droga do domu (Lion) jako Lucy
- 2016: Tajny dziennik (The Secret Scripture) jako Rose
- 2016: Una jako Una
- 2016: Kubo i dwie struny (Kubo and the Two Strings) jako Siostry (głos)
- 2017: A Ghost Story jako M
- 2017: Song to Song jako Faye
- 2017: Odkrycie jako Isla
- 2018: Maria Magdalena (Mary Magdalene) jako Maria Magdalena
- 2018: Don't Worry, He Won't Get Far on Foot jako Annu

### Seriale telewizyjne
- 2006: Prawo i porządek: sekcja specjalna (Law & Order: Special Victims Unit) jako Jessica DeLay
- 2007: Kobiecy Klub Zbrodni (Women’s Murder Club) jako Alexis Sherman
- 2008: Detoks (The Cleaner) jako Rebecca Smith
- 2009: Ostry dyżur (ER) jako Megan